# 白采尔克瓦市镇
白采尔克瓦市级市镇（烏克蘭語：Білоцерківська міська громада）是乌克兰基辅州白采尔克瓦区的一个市镇，行政中心为白采尔克瓦。市镇面积为394.7平方公里，人口数量为219,589人（2020年）。

## 聚居点
该市镇包括一个城市（白采尔克瓦）、一个市级镇（泰雷濟內）和15个村庄，村莊如下：
- 維利納-塔拉西夫卡（烏克蘭語：Вільна Тарасівка）
- 沃洛季米里夫卡（烏克蘭語：Володимирівка (Білоцерківська міська громада)）
- 哈約克（烏克蘭語：Гайок (Білоцерківська міська громада)）
- 赫雷博奇卡
- 赫盧什基（烏克蘭語：Глушки (Білоцерківський район)）
- 霍羅迪謝（烏克蘭語：Городище (Білоцерківський район)）
- 德羅茲迪（烏克蘭語：Дрозди (Білоцерківський район)）
- 馬澤平齊
- 皮利普恰（烏克蘭語：Пилипча (Білоцерківський район)）
- 皮夏納（烏克蘭語：Піщана (Білоцерківський район)）
- 錫多雷（烏克蘭語：Сидори (Білоцерківський район)）
- 斯克雷贝希（烏克蘭語：Скребиші）
- 托米利夫卡
- 赫拉帕奇
- 什卡里夫卡（烏克蘭語：Шкарівка）